# Benedikt iz Skalke
Sveti Benedikt iz Skalke (Nitra, 10. stoljeće ili početkom 11. stoljeća – planina Tribeč, oko 1037. god.) je mađarski srednjovjekovni katolički svetac, benediktinski redovnik, asket
Sveti Benedikt postao je redovnik u samostanu Sv. Hipolita na planini Zobor u blizini Nyitre (danas: Nitra u Slovačkoj) krajem 10. ili početkom 11. stoljeća. Kasnije je postao pustinjak zajedno sa svojim duhovnim učiteljem Andrijom Svoradom (također svetac), gdje su živjeli u spilji uz rijeku Váh u selu Skalka na Vahu kraj grada Trenčina – tada dio Kraljevine Ugarske, a danas Slovačka. Sv. Andrija Svorad je preminuo, a Benedikt je nastavio živjeti u spilji još tri godine dok ga je oko 1037. godine nije zadavila banda razbojnika, koji su tražili blago. Razbojnici su ostavili njegovo tijelo u rijeci Vah, a pronađeno je savršeno sačuvano godinu dana kasnije. Godine 1083. njegove su relikvije prenesene u katedralu Sv. Emerama u Nitri, gdje su i danas. 
Životopis sv. Benedikta i sv. Andrije napisao je sveti Maurus, biskup iz Pečuha.
Sveti Benedikt iz Skalke bio je poznat po svojoj pobožnosti i strogom asketizmu. Posebno se štuje u Slovačkoj, Mađarskoj i Poljskoj te u SAD-u, među srednjoeuropskim doseljenicima. Njegov spomendan je 1. svibnja, ali ponekad se štuje zajedno sa sv. Andrijom Svoradom 13. lipnja ili 17. srpnja.